# Daphne (chanteuse camerounaise)
Pour les articles homonymes, voir Daphné.
Ne doit pas être confondu avec Daphné (chanteuse).
Daphne, de son nom complet Daphne Njie Efundem, née le 20 septembre 1989 à Buéa, est une chanteuse et actrice camerounaise.    
Elle commence sa carrière en 2013 et sort son premier single intitulé Rastafari l'année suivante, mais se fait connaître sur la scène musicale internationale en 2017 avec son titre Calée. Elle sort un album intitulé Here to Stay en 2016 et une dizaine de singles.   

## Biographie

### Enfance et études
D'ethnie Bakweri-Bayangi, Daphne naît le 20 septembre 1989 à Buéa dans la région du Sud-Ouest du Cameroun. Elle grandit et fait ses études secondaires à Douala dans la région du Littoral, où elle s'intéresse à la musique. Elle étudie le droit et la psychologie à l'université de Buéa,.

### Carrière
En 2014, Daphne sort son premier single Rastafari sous le label Stevens Music Entertainment, ce qui l'aide à se faire connaître. La même année, elle sort Reflection, un maxi single de 4 titres comprenant les chansons Ndolo, Broken, Reflection et Rastafari.

En 2016, elle invite le chanteur Ben Decca pour une reprise du titre Ndolo. La même année, elle est nommée meilleure artiste féminine d'Afrique centrale aux African Muzik Magazine Awards (AFRIMMA) aux États-Unis. 

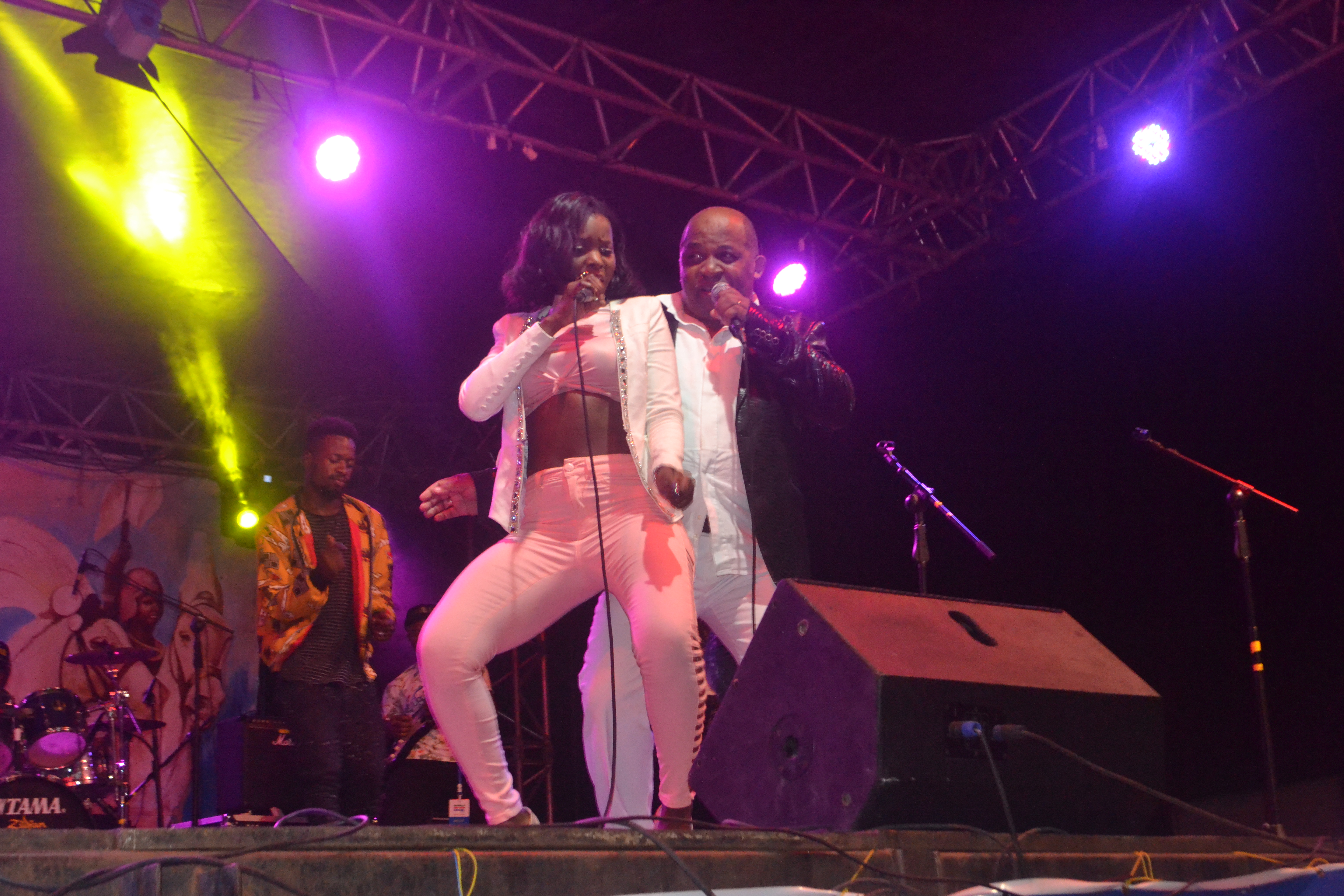
Daphne et le chanteur Ben Decca sur scène à Douala en 2017.

En 2017, elle sort son tube Calée, qui cumule plus de 10 millions de vues sur YouTube en quelques mois. Elle collabore avec les chanteurs Mr Leo et Salatiel pour la composition de la chanson. Le succès de la chanson lui vaut de nombreux prix, dont celui de la chanson de l'année et de la meilleure voix féminine aux Balafon Music Awards en 2017. En 2017, elle entame sa première tournée africaine, avec des concerts en Côte d'Ivoire, au Bénin, au Gabon, au Togo et en Guinée équatoriale. 
En 2018, elle chante à Hell-Ville sur l'île de Nosy Be à Madagascar, lors de la cinquième édition du Festival Sômarôho organisé chaque année par le chanteur Wawa. En 2019, Daphne est sacrée reine de l'édition du Canal 2'Or, remportant à elle seule quatre prix dans les catégories Artiste féminine de l'année, Artiste ou groupe féminin de musique urbaine, Meilleure performance numérique et Chanson populaire,. Elle est la première artiste de l'histoire du Canal 2'Or à remporter autant de prix en une seule édition. La même année, elle est également sacrée meilleure artiste féminine aux Balafon Music Awards et lauréate du Talk Fashion and Art de la Diaspora Rise Up Gala qui se tient à Paris en janvier 2020. 
En octobre 2021, elle est élue membre du jury de la première saison de The Voice Kids Afrique Francophone.

## Vie privée
Le 26 juillet 2023, Daphne donne naissance à sa fille, prénomée Afanwi aux États-Unis.

## Discographie

### Singles
- 2016 : Ndolo (feat. Ben Decca)
- 2017 : Calée
- 2017 : Promets-moi
- 2017 : Jusqu'à la Gare
- 2018 : My Lover
- 2018 : Ne Lâches Pas
- 2019 : Doucement
- 2021 : Là-bas

### Apparitions
- 2016 : Numerica feat. Daphne - No Way (sur l'album Adrenaline)
- 2017 : Petit-Pays feat. Wizboyy, Daphne, Shan'L - MIMBO
- 2018 : Salatiel feat. Daphne - Comme ça (À nous deux)
- 2018 : Hiro feat. Daphne - Number One (sur l'album Erratum)
- 2019 : Fanicko feat. Daphne - Avec Toi (sur l'album Le feu Vol.1)
- 2019 : Stanley Enow feat. Daphne - Forever (sur l'album Stanley VS Enow)
- 2020 : Abz feat. Daphne - Ololiyo
- 2020 : Boy Tag feat. Daphne - Far Away
- 2020 : Ful feat. Daphne - Reviens Moi
- 2020 : Koffi Olomidé feat. Daphne - You Got It

## Filmographie
- 2020 : The Fisherman's Diary

## Distinctions

### Balafon Music Awards
- 2017 : Lauréate Chanson de l'année
- 2017 : Meilleure voix féminine
- 2019 : Artiste féminine de l'année

### AFRIMMA
- 2016 : Meilleure artiste féminine d'Afrique centrale

### Canal 2'Or
- 2019 : Artiste féminin de l’année
- 2019 : Artiste ou groupe féminin de musique urbaine
- 2019 : Meilleure performance digitale
- 2019 : Lauréate Chanson populaire